# Nemeobiinae
Nemeobiinae — підродина денних метеликів родини ріодінід (Riodinidae). До неї належать всі ріодініди Старого Світу. Включає близько 100 видів.

## Поширення
Ця група широко поширена на всіх континентах, окрім Південної та Центральної Америки.

## Опис
Це досить маленькі метелики з досить міцним тілом, зазвичай більш-менш коричневі зі світлими плямами. На відміну від неотропічної підродини Riodininae, вони рідко мають металеві візерунки на крилах. Самці триб Zemerini та Abisarini мають андроконіальні лусочки, але вони відсутні у триби Nemeobiini.

## Роди
Підродина включає 13 родів:
триба Zemerini
- Dodona Hewitson, 1861
- Hamearis Hübner, 1819
- Zemeros Boisduval, 1836

триба Abisarini
- Abisara C. & R. Felder, 1860
- Dicallaneura Butler, 1867
- Laxita Butler, 1879
- Paralaxita Eliot, 1978
- Praetaxila Fruhstorfer, 1914
- Stiboges Butler, 1876
- Taxila Doubleday, 1847

триба Nemeobiini
- Polycaena Staudinger, 1886
- Saribia Butler, 1878
- Takashia Okano & Okano